# Lipceni, Moghilău
Lipceni (în ucraineană Липчани, transliterat: Lîpceanî) este un sat în comuna Kozliv din raionul Moghilău, regiunea Vinnița, Ucraina.

## Demografie
Componența lingvistică a localității Lipceni
     Ucraineană (98,76%)
     Alte limbi (1,08%)
Conform recensământului din 2001, majoritatea populației localității Lipceni era vorbitoare de ucraineană (98,76%), existând în minoritate și vorbitori de alte limbi.